# Willy Monteiro Duarte
Willy Monteiro Duarte (Roma, 20 gennaio 1999 – Colleferro, 6 settembre 2020) è stato un giovane italiano di origine capoverdiana, vittima di omicidio e medaglia d'oro al valore civile alla memoria.

## Biografia

### Infanzia e istruzione
Nato a Roma nel 1999 da genitori cresciuti a Capo Verde, visse poi a Como e infine a Paliano. Dopo aver frequentato l'istituto alberghiero di Fiuggi, lavorò come aiuto-cuoco in una struttura alberghiera.

### Omicidio
Venne ucciso durante un pestaggio il 6 settembre 2020 a Colleferro nel tentativo di difendere un amico in difficoltà. I responsabili dell'omicidio, tutti originari di Artena, vennero identificati quali Gabriele e Marco Bianchi e Mario Pincarelli, già conosciuti alle forze dell'ordine per pestaggi, spaccio e riscossione di spaccio per conto di terzi, e Francesco Belleggia, incensurato. La brutalità del pestaggio ebbe forte impatto sull'opinione pubblica italiana.
Il 6 ottobre 2020 il Presidente della Repubblica Sergio Mattarella ha conferito a Willy Monteiro Duarte la medaglia d'oro al valore civile alla memoria, in virtù del gesto altruistico che gli costò la vita.
Il processo ai quattro imputati è iniziato il 10 giugno 2021 presso la corte d'assise di Frosinone. Il 4 luglio 2022 i fratelli Bianchi sono stati condannati in primo grado all'ergastolo, mentre Mario Pincarelli a 21 anni e Francesco Belleggia a 23 anni. Nel luglio 2023 sono state ridotte le pene in appello per i fratelli Bianchi a 24 anni di reclusione, mentre sono state confermate le pene a 23 anni per Francesco Belleggia e 21 anni per Mario Pincarelli.
Il 13 marzo 2025 la Corte d'Assise di Appello di Roma ha condannato Marco Bianchi all'ergastolo mentre il fratello Gabriele, a cui sono state riconosciute le attenuanti generiche, è stato condannato a 28 anni.

### Reazioni
A seguito del decesso del giovane, il governo Conte II ha emanato una norma per l'innalzamento delle pene per il reato di rissa, con l'introduzione di un provvedimento amministrativo, in gergo Daspo Willy, riguardante il divieto di accesso in determinati locali ed edifici pubblici per i protagonisti di atti di disordine o violenza.
Secondo alcune testimonianze, uno dei familiari dei quattro aggressori, presso la caserma dei Carabinieri avrebbe pronunciato la frase «In fin dei conti cos'hanno fatto? Niente. Hanno solo ucciso un extracomunitario».
A un mese dalla scomparsa di Willy, i suoi amici hanno voluto celebrare la sua memoria, partecipando al videoclip intitolato «Il sorriso di Willy (Canzone per Willy Monteiro Duarte)», in cui per la prima volta appaiono sequenze filmate del giovane spensierato e felice. Il video è stato diretto da Riccardo De Angelis e la musica composta da Mauro Passa, con lo scopo di dare sostegno alla campagna di raccolta fondi istituita in memoria di Willy.
Nel settembre 2021 viene resa pubblica un'intercettazione della madre dei fratelli Marco e Gabriele Bianchi, dove avrebbe pronunciato la seguente frase riferita a Willy: «L'hanno messo in prima pagina manco se fosse morta la regina!».
Il 6 settembre 2023 viene inaugurata, a Colleferro, una piazza intitolata a Willy nel luogo dell'uccisione.

## Nella cultura di massa

### Documentari
- Preghiera per Willy Monteiro, regia di Aurelio Picca (2023)

### Libri
- Anno 2020 - L'amministrazione di Antonio Giangrande (2020)
- 40 secondi di Federica Angeli (2022)
- Willy - una storia di ragazzi di Christian Raimo (2023)

### Musica
- Il sorriso di Willy di Mauro Passa (2020)
- La ballata della vergogna di Diego Del Vecchio (2021)
- Il vero italiano di Lorenzo Santangelo (2023)[21]